# 永瀬比奈
永瀬 比奈（ながせ ひな、1963年〈昭和38年〉 - ）は、英米児童文学翻訳家。

## 人物
高校時代に2年間アメリカで暮らす。上智大学外国語学部英語学科を卒業。航空会社にて5年間の国際線勤務の後、再びアメリカに2年間滞在。帰国後、児童書の翻訳にとりくむ。いたばし国際絵本翻訳大賞英語部門において第1回審査員特別賞、第3回優秀賞を受賞、2010年『リキシャ★ガール』（すずき出版）は、第56回青少年読書感想文全国コンクール小学校高学年の部課題図書、2012年 『もういちど家族になる日まで』（徳間書店）、2016年 『モンスーンの贈りもの』（すずき出版）で推薦図書等に選ばれる。一方、紙芝居が世界に誇る日本の文化であることを知り「紙芝居文化の会」の活動に参加。紙芝居の英訳に携わるとともに、フランス、インド、マレーシア、スロベニア等での紙芝居講座にも参加。「紙芝居文化の会」運営委員。やまねこ翻訳クラブ会員。

## 主な受賞歴等
- 1994年 第1回いたばし国際絵本翻訳大賞英語部門 審査員特別賞[4]
- 1996年 第3回いたばし国際絵本翻訳大賞英語部門 優秀賞[4]
- 2010年 『リキシャ★ガール』第56回青少年読書感想文全国コンクール小学校高学年の部課題図書[5]
- 2012年 『もういちど家族になる日まで』第34回厚生労働省社会保障審議会推薦図書[11]、全国学校図書館協議会選定図書[注記 1]
- 2016年 『モンスーンの贈りもの』平成28年度児童福祉文化財推薦図書[12]、全国学校図書館協議会選定図書[注記 2]

## 主な翻訳リスト

### 児童書
- 2002年『シャングリラをあとにして』マイケル・モーパーゴ作、徳間書店、ISBN 978-4198615697
- 2006年『ホリー・クロースの冒険』ブリトニー・ライアン作、早川書房、ISBN 978-4152500366
- 2008年『ぺネロピ』マリリン・ケイ作、早川書房、ISBN 978-4150411589
- 2009年『リキシャ★ガール』ミタリ・パーキンス作、ジェイミー・ホーガン絵、すずき出版、ISBN 978-4790232247 …第56回青少年読書感想文全国コンクール小学校高学年の部課題図書
- 2011年『もういちど家族になる日まで』スザンヌ・ラフルーア作、徳間書店、ISBN 978-4198633172 …第34回厚生労働省社会保障審議会推薦図書、全国学校図書館協議会選定図書
- 2012年『アンナのうちはいつもにぎやか』アティヌーケ作、ローレン・トビア絵、徳間書店、ISBN 978-4198634469
- 2016年『モンスーンの贈りもの』ミタリ・パーキンス作、すずき出版、ISBN 978-4790233176 …平成28年度児童福祉文化財推薦図書、全国学校図書館協議会選定図書
- 2017年『タイガー・ボーイ』ミタリ・パーキンス作、ジェイミー・ホーガン絵、すずき出版、ISBN 978-4790233275
- 2020年『はじまりはひとつのアイデアから-1 ディズニー』ローウィ・バンディ・シコル著、すずき出版、ISBN 978-4790233701
- 2020年『はじまりはひとつのアイデアから-2 ナイキ』ローウィ・バンディ・シコル著、すずき出版、ISBN 978-4790233718
- 2020年『はじまりはひとつのアイデアから-3 グーグル 』ローウィ・バンディ・シコル著、すずき出版、ISBN 978-4790233725
- 2020年『はじまりはひとつのアイデアから-4 レゴ』ローウィ・バンディ・シコル著、すずき出版、ISBN 978-4790233732

### 絵本
- 2008年『しろいふゆ』ロバート・サブダ作、大日本絵画、ISBN 978-4499282475

### 紙芝居
- 2010年『ともだちだーれ？［英語版］』得田之久作、和歌山静子絵、童心社、ISBN 978-4-494-07976-6
- 2010年『やさしいおともだち［英語版］』武田雪夫作、瀬名恵子絵、童心社、ISBN 978-4-494-07978-0

### 関連本
- 2017年『紙芝居百科』[注記 3]、紙芝居文化の会 企画制作、童心社、ISBN 978-4-494-01400-2

### 注記
1. ↑  『モンスーンの贈りもの』裏カバー
2. ↑  『モンスーンの贈りもの』裏カバー
3. ↑  『紙芝居百科』編集委員